# Winton Group
Winton Group, Ltd (include Winton Capital Management) è una società britannica di gestione degli investimenti, un hedge fund,  fondata da David Harding. Negli Stati Uniti, Winton è registrato presso la Securities and Exchange Commission come consulente per gli investimenti e presso la Commodity Futures Trading Commission come CTA, ed è autorizzato dalla Financial Conduct Authority nel Regno Unito. La società negozia su oltre 100 mercati futures globali in un'ampia varietà di classi di attività e sui mercati azionari globali. L'azienda è stata lanciata con 1,6 milioni di dollari nel 1997, ha raggiunto un picco di 28,5 miliardi di dollari in asset in consulenza, prima di scendere a 7,3 miliardi di dollari entro la fine del 2020. Nel 2023 il patrimonio gestito (AUM) era di US$ 10 miliardi. Winton Group ha sei uffici in tutto il mondo: Londra, New York, Hong Kong, Shanghai, Sydney e Abu Dhabi.

## Storia
Nel 1996, il fisico e gestore degli investimenti David Harding lasciò Man AHL (ex Adam, Harding e Lueck), un fondo sistematico di futures gestiti e creò Winton. Utilizzando il secondo nome di Harding, l'azienda ha iniziato ad operare nell'ottobre 1997. Winton impiega statistici, ingegneri e fisici per perseguire strategie di investimento basate sulla ricerca e analisi scientifica.  Secondo Harding, Winton aveva difficoltà ad attrarre clienti come consulente di trading di materie prime (CTA), perché gli investitori preferivano strategie di hedge fund incentrate sul mercato azionario piuttosto che sui contratti futures. Tuttavia, utilizzando commissioni diverse dagli standard del settore, l'azienda è stata in grado di garantire gli investitori.
Più di 100 dei 175 dipendenti dell'azienda sono accademici che svolgono ricerche matematiche e studiano relazioni statistiche e modelli commerciali.  Questi specialisti sono organizzati in gruppi di ricerca, che esaminano e testano nuove strategie, raccolgono dati e identificano tendenze.

### Espansione nel mondo
Nel 2005, l'azienda ha lanciato il Winton Evolution Fund, concepito come un fondo multistrategia che investe in una varietà di strumenti finanziari e titoli. Nel luglio 2007, Petershill Fund, un fondo di private equity creato da Goldman Sachs Asset Management International], ha acquisito una partecipazione del 9,99% in Winton. Nel 2007, Winton è stata classificata come la terza CTA più grande dalla rivista di settore Absolute Return. E sempre nel 2007 è diventata membro fondatore dell'Hedge Fund Standards Board, che stabilisce un codice volontario di standard di buone pratiche approvato dai suoi membri.
Winton è stata nominata nel 2008 la società "più redditizia" da Real Business ed è stata classificata come la terza più grande società finanziaria privata in Gran Bretagna dal Daily Telegraph. Alla fine del 2008, la società ha aperto uffici a Hong Kong, i primi al di fuori del Regno Unito.
Nel 2010, la società ha lanciato il Winton Global Equity Fund che ha ricevuto l'approvazione OICVM in Europa. Nel settembre 2012, Winton è diventato consulente di ricerca presso Fortune SG Fund Management di Shanghai per aiutare a sviluppare il primo fondo futures gestito in Cina. Nel 2013, i giornali riportavano la notizia che il fondatore dell’azienda aveva pagato quasi 521 milioni di sterline in tasse britanniche dal 2006, di cui 133 milioni solo nel 2011.
L'azienda ha aperto nel 2014 uffici a New York, Sydney e Tokyo.  Nel 2015 è stata la volta di Shanghai e un anno più tardi, nel 2016, è stato aperto l'ufficio di Winton a San Francisco.
Sempre nel 2016, Petershill Fund ha venduto la sua partecipazione in Winton ad Affiliated Managers Group e Winton ha cambiato il nome della sua holding da Winton Capital Management a Winton Group.
Nel 2018, Hivemind Technologies Ltd., una società di software specializzata nella creazione di dati strutturati, si è staccata da Winton.

### Strategia di investimento
L'azienda si definisce una "moderna società di gestione degli investimenti"  e impiega strategie future gestite utilizzando l'analisi dei dati e la modellazione per seguire le tendenze nei mercati futures globali come materie prime e obbligazioni.  Dopo aver creato Winton Evolution Fund e Winton Global Equity Strategy, la società ha iniziato a offrire programmi multistrategia e di investimento azionario che investono nei mercati azionari di tutto il mondo.
Winton utilizza la ricerca e l'analisi quantitativa dei dati per identificare le tendenze favorevoli nel mercato e la sua attenzione alla ricerca la differenzia dalle altre società del settore. Negli ultimi anni Winton ha sviluppato ulteriormente la propria ricerca statistica, concentrandosi sui big data; secondo il Financial Times, nel 2013 le sue macchine elaboravano "ogni giorno l'equivalente di 30 milioni di informazioni contenute nella Bibbia di Re Giacomo". Nell'aprile 2013, Winton è apparso nel programma della BBC2 Horizon: The Age of Big Data per il suo utilizzo dell'analisi scientifica dei dati, in particolare per l'acquisizione e l'elaborazione di grandi set di dati, inclusi dati storici per i mercati in cui opera e dati appena prodotti da migliaia di aziende.
Il trading di Winton è automatizzato e sistematico e utilizza algoritmi informatici per negoziare futures in attività finanziarie tra cui azioni, valute, obbligazioni, materie prime, bestiame ed energia in oltre 100 mercati futures in tutto il mondo. Winton utilizza un mix di trading a lungo e breve termine come parte della sua strategia e combina strategie non correlate per massimizzare il rapporto rischio-rendimento.  Secondo i responsabili dell'azienda, sono utilizzati gli stessi strumenti matematici per la ricerca, l'analisi statistica dei dati, la selezione dei titoli e gli investimenti futuri. A partire dal 2008, il Fondo Winton ha aumentato la propria presenza in azioni liquide.

### Patrimonio in consulenza
Quando Winton fu lanciata nell'ottobre 1997, deteneva un patrimonio di 1,6 milioni di dollari. Nel corso dei tre anni successivi il patrimonio è cresciuto fino a superare i 150 milioni di dollari alla fine del 2000. Nel 2004, settimo anno di attività dell'azienda, il suo patrimonio in consulenza ha raggiunto 1 miliardo di dollari.  Tra la metà e la fine degli anni 2000, la società ha registrato grandi afflussi di capitale, portando i suoi asset in consulenza ad aumentare rapidamente da 4,8 miliardi di dollari a metà del 2006 a 12,4 miliardi di dollari nel 2009. Tra il 2010 e il 2012, il totale delle attività in consulenza di Winton è aumentato di quasi 15 miliardi di dollari, da 13,7 miliardi di dollari nel giugno 2010 a 28,5 miliardi di dollari nel febbraio 2012.  A dicembre 2017, le attività in consulenza di Winton ammontavano a 28,5 miliardi di dollari.  Dopo un anno di perdite significative, di cui oltre il 20% nel fondo principale, le attività di Winton sotto consulenza sono scese a 7,3 miliardi di dollari alla fine del 2020. Nel 2023 il patrimonio era risalito a 10 miliardi di dollari.